# Laguna de Ixpaco
La Laguna de Ixpaco es una laguna de agua azufrada situada en las faldas del volcán Tecuamburro, en el departamento de Santa Rosa, Guatemala. 
Se halla a 1100 metros sobre el nivel del mar y tiene un diámetro de 350 metros. La lámina de agua abarca una superficie de 0,13 km² y la temperatura del agua varía desde los 25 °C a los casi 100 °C.